# Великий Шлем
Великий Шлем — престижна нагорода, яку можна отримати під час змагань колишніх турнірів домашніх націй, турнірів п'яти націй та теперішніх розіграних турнірів шести націй в регбі. Отримати цю нагороду може лише та збірна, яка під час турніру виграє усі проведені з ними матчі.
Перший раз Великий Шлем отримала збірна Уельсу у 1908 році, а нещодавно у 2016, його було вручено команді Англії. Загалом, за весь час проведення турнірів цю нагороду було вручено 37 раз.

## Таблиця команд, які отримали Великий Шлем
| Збірна    | Великі Шлеми | Сезони                                                                       |
| --------- | ------------ | ---------------------------------------------------------------------------- |
| Англія    | 13           | 1913, 1914, 1921, 1923, 1924, 1928, 1957, 1980, 1991, 1992, 1995, 2003, 2016 |
| Уельс     | 11           | 1908*, 1909*, 1911, 1950, 1952, 1971, 1976, 1978, 2005, 2008, 2012           |
| Франція   | 9            | 1968, 1977, 1981, 1987, 1997, 1998, 2002, 2004, 2010                         |
| Шотландія | 3            | 1925, 1984, 1990                                                             |
| Ірландія  | 2            | 1948, 2009, 2018                                                             |
| Італія    | 0            |                                                                              |

* У 1908 та 1909 було розіграно матчі проти збірної Франції, але їх не було зараховано до турніру.

## Хронологічний список нагороджених
| 1882 — 1907 | Збірна Франції не змагалась в турнірах       |
| 1908        | Уельс                                        |
| 1909        | Уельс                                        |
| 1911        | Уельс                                        |
| 1913        | Англія                                       |
| 1914        | Англія                                       |
| 1915 — 1919 | Перша світова війна                          |
| 1921        | Англія                                       |
| 1923        | Англія                                       |
| 1924        | Англія                                       |
| 1925        | Шотландія                                    |
| 1928        | Англія                                       |
| 1932 — 1939 | Франція не брала участь у турнірах           |
| 1940 — 1946 | Друга світова війна                          |
| 1948        | Ірландія                                     |
| 1950        | Уельс                                        |
| 1952        | Уельс                                        |
| 1957        | Англія                                       |
| 1968        | Франція                                      |
| 1971        | Уельс                                        |
| 1976        | Уельс                                        |
| 1977        | Франція                                      |
| 1978        | Уельс                                        |
| 1980        | Англія                                       |
| 1981        | Франція                                      |
| 1984        | Шотландія                                    |
| 1987        | Франція                                      |
| 1990        | Шотландія                                    |
| 1991        | Англія                                       |
| 1992        | Англія                                       |
| 1995        | Англія                                       |
| 1997        | Франція                                      |
| 1998        | Франція                                      |
| 2000        | В турнірі почала брати участь збірна Італії. |
| 2002        | Франція                                      |
| 2003        | Англія                                       |
| 2004        | Франція                                      |
| 2005        | Уельс                                        |
| 2008        | Уельс                                        |
| 2009        | Ірландія                                     |
| 2010        | Франція                                      |
| 2012        | Уельс                                        |
| 2016        | Англія                                       |